# القمة الخليجية 1992 (أبو ظبي)
قمة مجلس التعاون الخليجي 1992 أو القمة الخليجية 13 عقدت القمة خلال الفترة 4 - 6 ديسمبر 1992 في مدينة أبو ظبي بدولة الإمارات العربية المتحدة برئاسة رئيس دولة الأمارات العربية المتحدة الشيخ زايد بن سلطان ال نهيان. 
عبرت القمة عن تضامن دول المجلس وتأييدها لموقف دولة الإمارات العربية المتحدة ودعم كافة الاجراءات والوسائل السلمية التي تتخذها لاستعادة سيادتها علي جزرها الثلاث، وعبر المجلس الأعلي عن ارتياحه لتوصل لجنة التعاون المالي والاقتصادي لتعرفة جمركية موحدة تطبق بشكل تدريجي، واعتمد إعلان ابوظبي مبدأ الحوار والتفاوض كوسيلة أساسية لتسوية النزاعات بين الدول. 

## المشاركين

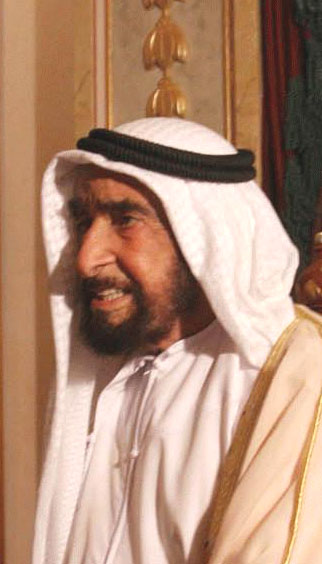
الإمارات العربية المتحدة الشيخ زايد بن سلطان آل نهيان رئيس دولة الإمارات العربية المتحدة (رئيس الإجتماع)
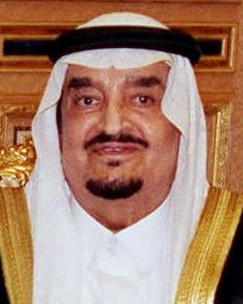
السعودية خادم الحرمين الشريفين الملك فهد بن عبدالعزيز آل سعود ملك المملكة العربية السعودية
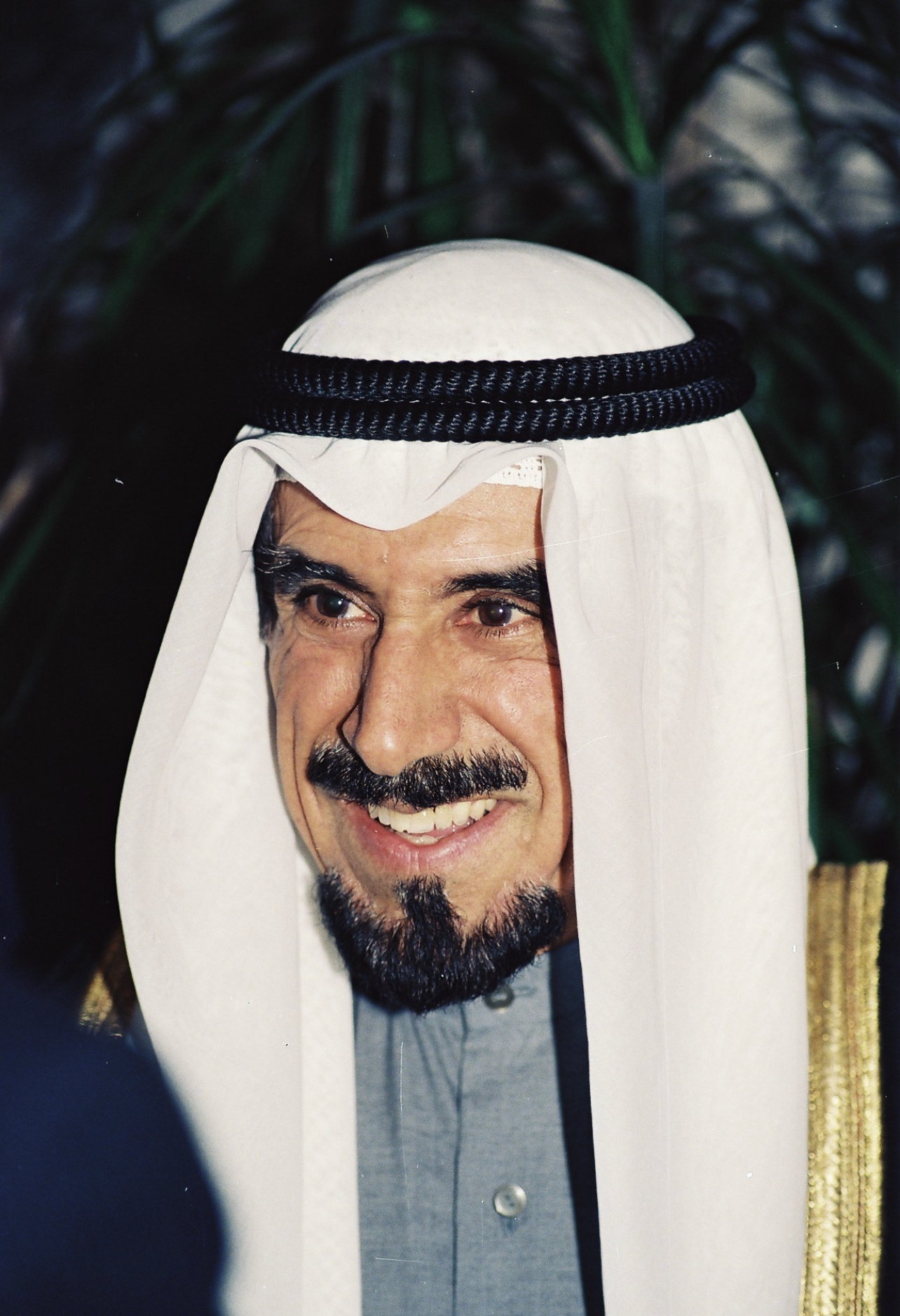
الكويت الشيخ جابر الأحمد الجابر الصباح أمير دولة الكويت
قطر الشيخ خليفة بن حمد آل ثاني أمير دولة قطر
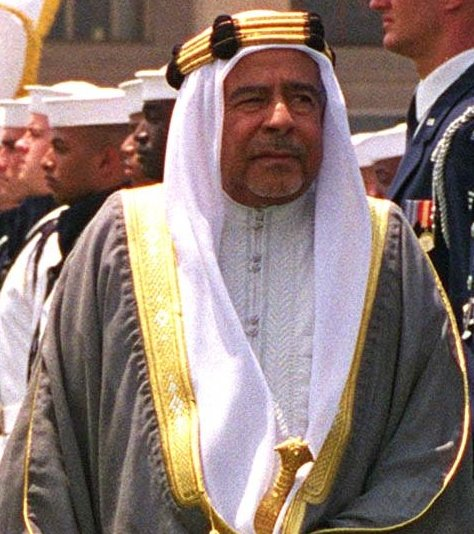
البحرين الشيخ عيسى بن سلمان آل خليفة أمير دولة البحرين
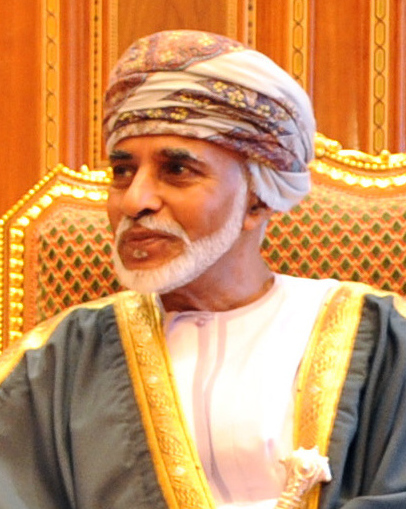
عُمان السلطان قابوس بن سعيد آل سعيد سلطان عمان
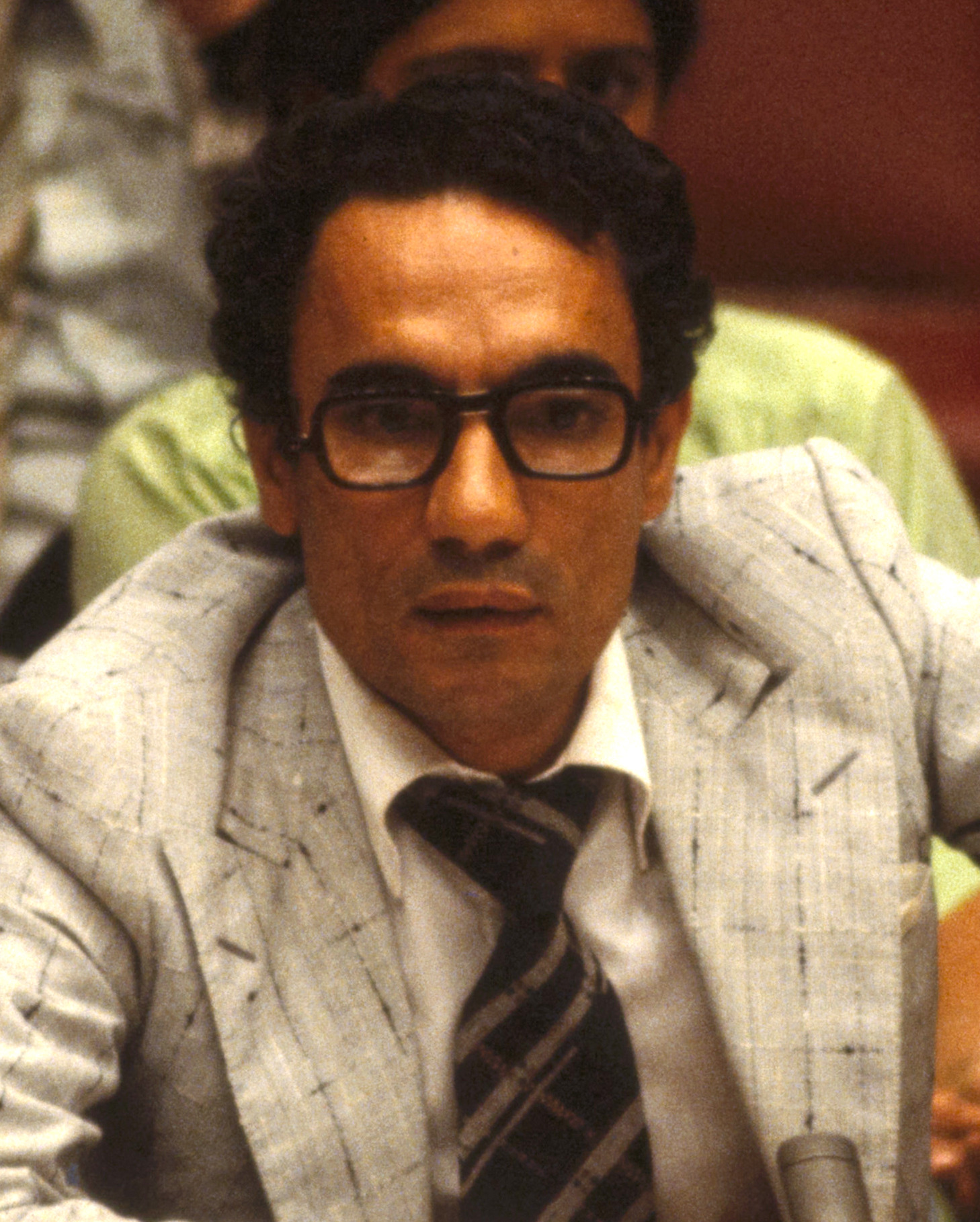
مجلس التعاون الخليجي عبد الله يعقوب بشارة أمين عام مجلس التعاون لدول الخليج العربية